# Wagonnoje Depo
Wagonnoje Depo (ros. Вагонное Депо - dosł. wagonownia) – przystanek kolejowy w miejscowości Smoleńsk, w obwodzie smoleńskim, w Rosji. Leży na linii Moskwa - Mińsk - Brześć.
Znajdują tu się dwa perony - po jednym z każdej strony wagonowni.